# Liederschiedt
Liederschiedt é uma comuna francesa na região administrativa de Grande Leste, no departamento de Mosela. Estende-se por uma área de 5,99 km². Em 2010 a comuna tinha 125 habitantes (densidade: 20,9 hab./km²).